# Xilai-Tempel
Der Xilai-Tempel (chinesisch 西来寺, Pinyin xī lái sì) ist ein im Nordwesten der Stadt Zhangye in der chinesischen Provinz Gansu gelegener buddhistischer Tempel aus der Zeit Ming-Dynastie, der in der Zeit der Qing-Dynastie restauriert wurde. Seine Hauptgebäude sind der Guanyin-Palast und das Zangjing-Gebäude zur Aufbewahrung buddhistischer Schriften.
Er steht seit 2006 auf der Liste der Denkmäler der Volksrepublik China (6-800).
Koordinaten: 38° 55′ 45″ N, 100° 26′ 56,3″ O